# Mimestola imitatrix
Mimestola imitatrix là một loài bọ cánh cứng trong họ Cerambycidae.